# 韦里耶尔 (奥恩省)
韦里耶尔（法語：Verrières，法語發音：[vɛʁjɛʁ] ⓘ）是法国奥恩省的一个市镇，属于莫尔塔涅欧佩什区。

## 地理
韦里耶尔（48°23'29"N, 0°45'44"E）面积17.75 平方千米，位于法国诺曼底大区奧恩省，该省份为法国西北部内陆省份，北起顺时针与卡爾瓦多斯省、厄尔省、厄尔-卢瓦省、萨尔特省、马耶讷省和芒什省接壤。
与韦里耶尔接壤的市镇（或旧市镇、城区）包括：佩尔什昂诺塞、圣日耳曼德格鲁瓦、圣皮埃尔-拉布吕耶尔、佩尔什地区雷马拉尔、于讷河畔萨布隆。

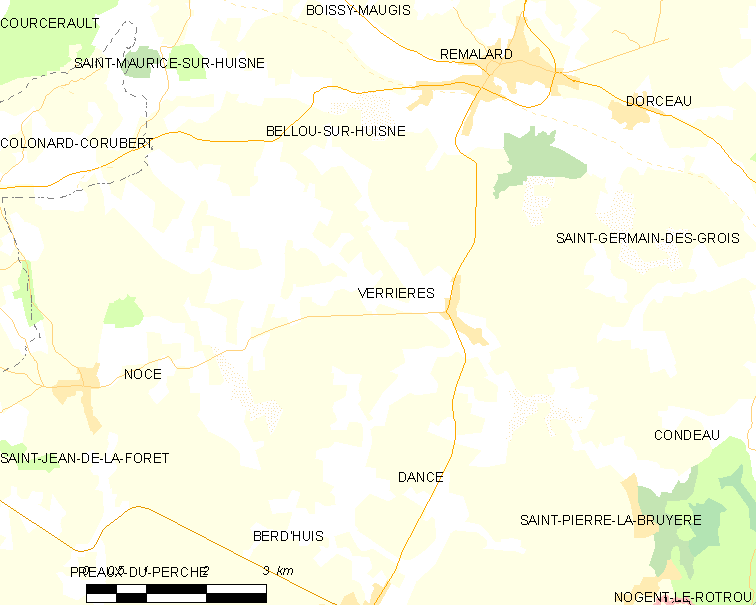
的OSM定位图

韦里耶尔的时区为UTC+01:00、UTC+02:00（夏令时）。

## 行政
韦里耶尔的邮政编码为61110，INSEE市镇编码为61501。

## 政治
韦里耶尔所属的省级选区为布勒通塞勒县。

## 人口

1962-2008年间人口变化图示

韦里耶尔于2022年1月1日时的人口数量为420人。